# Florian Silbereisen/Diskografie
Diese Diskografie ist eine Übersicht über die musikalischen Werke des deutschen Schlagersängers und Volksmusikanten Florian Silbereisen. Seine erfolgreichste Veröffentlichung ist das Gemeinschaftsalbum Das Album mit über 200.000 verkauften Einheiten.

## Alben

### Studioalben
| Jahr | Titel Musiklabel                                                          | Anmerkungen                             |
| ---- | ------------------------------------------------------------------------- | --------------------------------------- |
| 1990 | Florian Silbereisen mit seiner Steierischen Harmonika Bogner Records (BR) | Erstveröffentlichung: 1990              |
| 1993 | I möcht mei Lebtag a Lausbua bleib’n Bogner Records (BR)                  | Erstveröffentlichung: 12. Mai 1993      |
| 1994 | Mein allerbester Freund ist die Ziehharmonika Bogner Records (BR)         | Erstveröffentlichung: 1. September 1994 |
| 1997 | Lustig samma Polymusica (UMG)                                             | Erstveröffentlichung: 18. April 1997    |
| 1999 | Links a Mad’l, rechts a Mad’l Montana Records (WMG)                       | Erstveröffentlichung: 26. April 1999    |
| 2001 | Keine Party ohne uns Montana Records (WMG)                                | Erstveröffentlichung: 25. Juni 2001     |
| 2003 | A bisserl was geht immer Montana Records (Koch)                           | Erstveröffentlichung: 25. März 2003     |

### Gemeinschaftsalben
| Jahr | Titel Musiklabel       | Höchstplatzierung, Gesamtwochen, AuszeichnungChartplatzierungen (Jahr, Titel, Musiklabel, Platzierungen, Wochen, Auszeichnungen, Anmerkungen) | Höchstplatzierung, Gesamtwochen, AuszeichnungChartplatzierungen (Jahr, Titel, Musiklabel, Platzierungen, Wochen, Auszeichnungen, Anmerkungen) | Höchstplatzierung, Gesamtwochen, AuszeichnungChartplatzierungen (Jahr, Titel, Musiklabel, Platzierungen, Wochen, Auszeichnungen, Anmerkungen) | Anmerkungen                                                               |
| Jahr | Titel Musiklabel       | DE | AT | CH | Anmerkungen                                                               |
| ---- | ---------------------- | --- | --- | --- | ------------------------------------------------------------------------- |
| 2020 | Das Album Telamo (WMG) | DE1 Platin · (51 Wo.)DE | AT1 Gold · (29 Wo.)AT | CH1 (32 Wo.)CH | Erstveröffentlichung: 5. Juni 2020 Verkäufe: + 207.500; mit Thomas Anders |
| 2024 | Nochmal! Telamo (WMG)  | DE1 (4 Wo.)DE | AT2 (3 Wo.)AT | CH3 (3 Wo.)CH | Erstveröffentlichung: 27. Dezember 2024 mit Thomas Anders                 |

### Kompilationen
| Jahr | Titel Musiklabel                                         | Anmerkungen                            |
| ---- | -------------------------------------------------------- | -------------------------------------- |
| 2000 | Seine größten Erfolge (Instrumental) Bogner Records (BR) | Erstveröffentlichung: 15. Mai 2000     |
| 2004 | Aber i find’s guat Koch Universal (UMG)                  | Erstveröffentlichung: 5. April 2004    |
| 2004 | So begann es… Bogner Records (BR)                        | Erstveröffentlichung: 10. Mai 2004     |
| 2012 | Das große Jubiläums-Album Montana Records (UMG)          | Erstveröffentlichung: 12. Oktober 2012 |

### Weihnachtsalben
| Jahr | Titel Musiklabel                   | Anmerkungen                             |
| ---- | ---------------------------------- | --------------------------------------- |
| 2008 | Mein Adventsfest Ariola (Sony BMG) | Erstveröffentlichung: 28. November 2008 |

## Singles

### Als Leadmusiker
| Jahr | Titel Album                                                 | Höchstplatzierung, Gesamtwochen, AuszeichnungChartplatzierungen (Jahr, Titel, Album, Platzierungen, Wochen, Auszeichnungen, Anmerkungen) | Höchstplatzierung, Gesamtwochen, AuszeichnungChartplatzierungen (Jahr, Titel, Album, Platzierungen, Wochen, Auszeichnungen, Anmerkungen) | Höchstplatzierung, Gesamtwochen, AuszeichnungChartplatzierungen (Jahr, Titel, Album, Platzierungen, Wochen, Auszeichnungen, Anmerkungen) | Anmerkungen |
| Jahr | Titel Album                                                 | DE | AT | CH | Anmerkungen |
| ---- | ----------------------------------------------------------- | --- | --- | --- | --- |
| 2002 | Bayern-Buam san stark und g’scheit A bisserl was geht immer | — | — | — | Erstveröffentlichung: 5. April 2002 Original: Stoakogler Trio – Steirermen san very good                       |
| 2002 | Die Madln vom Land A bisserl was geht immer                 | — | — | — | Erstveröffentlichung: 21. Mai 2002                                                                             |
| 2008 | Weiß-Blau klingt’s am schönsten Das große Jubiläums-Album   | — | — | — | Erstveröffentlichung: 19. Oktober 2008                                                                         |
| 2015 | Und brennen 100.000 Kerzen –                                | — | — | — | Erstveröffentlichung: 27. November 2015                                                                        |
| 2018 | Sie sagte doch sie liebt mich Das Album                     | DE70 (1 Wo.)DE | — | — | Erstveröffentlichung: 17. Oktober 2018 mit Thomas Anders                                                       |
| 2019 | Sie hat es wieder getan Das Album                           | — | — | — | Erstveröffentlichung: 1. November 2019 mit Thomas Anders                                                       |
| 2020 | Gemeinsam niemals einsam Das Album (Winter Edition)         | — | — | — | Erstveröffentlichung: 16. Oktober 2020 mit Thomas Anders                                                       |
| 2021 | Wir tun es nochmal Nochmal!                                 | — | — | — | Erstveröffentlichung: 22. Oktober 2021 mit Thomas Anders                                                       |
| 2022 | Alles wird gut Nochmal!                                     | — | — | — | Erstveröffentlichung: 2. Dezember 2022 mit Thomas Anders                                                       |
| 2022 | Mary’s Boy Child –                                          | — | — | — | Erstveröffentlichung: 19. Dezember 2022 mit Thomas Anders Original: Leonard De Paur – Mary’s Little Boy Chile  |
| 2023 | Alles funkelt! Alles glitzert! Nochmal!                     | — | — | — | Erstveröffentlichung: 20. Oktober 2023 mit Thomas Anders                                                       |
| 2023 | Licht ins Dunkel Nochmal!                                   | — | — | — | Erstveröffentlichung: 1. Dezember 2023 mit Thomas Anders                                                       |
| 2024 | Sommernachtsgefühle –                                       | — | — | — | Erstveröffentlichung: 7. Juni 2024                                                                             |
| 2024 | Major Tom (völlig losgelöst) –                              | — | — | — | Erstveröffentlichung: 8. November 2024 mit Gerry (DJ Ötzi) & Mickie Krause als „MFG“                           |
| 2024 | Sie! Nochmal!                                               | — | — | — | Erstveröffentlichung: 22. November 2024 mit Thomas Anders                                                      |
| 2024 | Solang sich die Erde dreht Nochmal!                         | — | — | — | Erstveröffentlichung: 29. November 2024 mit Thomas Anders                                                      |
| 2024 | Lied des Lebens Nochmal!                                    | — | — | — | Erstveröffentlichung: 13. Dezember 2024 mit Thomas Anders                                                      |
| 2024 | Schau mal herein –                                          | DE20 (11 Wo.)DE | AT25 (9 Wo.)AT | — | Erstveröffentlichung: 30. Dezember 2024 mit Helene Fischer Original: Chris Norman & Suzi Quatro – Stumblin’ In |

### Als Gastmusiker
| Jahr | Titel Album                            | Anmerkungen                                                                                            |
| ---- | -------------------------------------- | --- |
| 2012 | Niemals geht man so ganz Wintercollage | Erstveröffentlichung: 30. November 2012 Ella Endlich feat. Patrizio Buanne & Florian Silbereisen       |
| 2024 | Somethin’ Stupid Sweet Dreams          | Erstveröffentlichung: 31. Mai 2024 Anna Ermakova feat. Florian Silbereisen; Original: Carson and Gaile |

## Musikvideos
| Jahr | Titel                          | Regie |
| ---- | ------------------------------ | ----- |
| 2018 | Sie sagte doch sie liebt mich  |       |
| 2020 | Versuch’s nochmal mit mir      |       |
| 2023 | Alles funkelt! Alles glitzert! |       |
| 2024 | Das Wissen nur wir             |       |

## Boxsets
| Jahr | Titel Musiklabel                             | Anmerkungen                            |
| ---- | -------------------------------------------- | -------------------------------------- |
| 2004 | Das kann nur Liebe sein Koch Universal (UMG) | Erstveröffentlichung: 8. November 2004 |

## Promoveröffentlichungen
| Jahr | Titel Album                                           | Anmerkungen                                                                 |
| ---- | ----------------------------------------------------- | --------------------------------------------------------------------------- |
| 2003 | Das kann nur Liebe sein A bisserl was geht immer      | Erstveröffentlichung: 2003                                                  |
| 2020 | Versuch’s nochmal mit mir Das Album                   | Erstveröffentlichung: 22. Mai 2020 mit Thomas Anders                        |
| 2021 | Zooom! Das Album                                      | Erstveröffentlichung: 26. Februar 2021 mit Thomas Anders                    |
| 2022 | Diese Nacht ist jede Sünde wert Ich würd’s wieder tun | Erstveröffentlichung: 29. Juli 2022 Andrea Berg feat. Florian Silbereisen   |
| 2023 | Das Wissen nur wir Balance                            | Erstveröffentlichung: 29. Juni 2023 Beatrice Egli feat. Florian Silbereisen |
| 2023 | Neonfarbenwelt Nochmal!                               | Erstveröffentlichung: 11. August 2023 mit Thomas Anders                     |

## Sonderveröffentlichungen

### Alben
| Jahr | Titel Musiklabel                                                                                    | Anmerkungen                                                                                  |
| ---- | --------------------------------------------------------------------------------------------------- | -------------------------------------------------------------------------------------------- |
| 2000 | Das Beste der Volksmusik – Florian Silbereisen Convoy Records (CBU)                                 | Erstveröffentlichung: 21. Februar 2000 Teil der „Das-Beste-der-Volksmusik“-Reihe             |
| 2004 | Die goldene Hitparade der Volksmusik – Florian Silbereisen Delta Records • LaserLight Records (LLR) | Erstveröffentlichung: 1. Dezember 2004 Teil der „Die-goldene-Hitparade-der-Volksmusik“-Reihe |
| 2006 | Das Beste – Florian Silbereisen Montana Records (Koch)                                              | Erstveröffentlichung: 20. Januar 2006 Teil der „Das-Beste“-Reihe                             |
| 2007 | Star Edition – Florian Silbereisen Koch Universal (UMG)                                             | Erstveröffentlichung: 23. Februar 2007 Teil der „Star-Edition“-Reihe                         |

| Jahr | Titel Musiklabel                                                  | Anmerkungen                                                                 |
| ---- | ----------------------------------------------------------------- | --------------------------------------------------------------------------- |
| 2015 | Schöne Weihnachten mit Florian Silbereisen Artists for Good (DKG) | Erstveröffentlichung: 2015 Benefiz-Album für die Deutsche Krebsgesellschaft |

| Jahr | Titel Musiklabel                                            | Anmerkungen                                                        |
| ---- | ----------------------------------------------------------- | ------------------------------------------------------------------ |
| 2007 | Das Beste von Florian Silbereisen Ariola Express (Sony BMG) | Erstveröffentlichung: 30. März 2007 Teil der „Das-Beste-von“-Reihe |

### Lieder
| Jahr | Titel Album                                                    | Anmerkungen |
| ---- | -------------------------------------------------------------- | --- |
| 2004 | Aber schön muss sie sein Von Herzen alles Gute                 | Erstveröffentlichung: 8. November 2004 Stefan Mross feat. Florian Silbereisen                                                     |
| 2006 | Goodbye, My Love (Verzeih’, My Love) Herzlichst, Mireille      | Erstveröffentlichung: 15. September 2006 Mireille Mathieu feat. Florian Silbereisen; Original: Peter Alexander & Mireille Mathieu |
| 2011 | Omdat ie zo mooi is Christoff & vrienden                       | Erstveröffentlichung: 11. Juli 2011 Christoff feat. Florian Silbereisen                                                           |
| 2012 | Viel schöner kann es gar nicht sein Feuerwerk                  | Erstveröffentlichung: 1. Juni 2012 Christoff feat. Florian Silbereisen                                                            |
| 2012 | Niemals geht man so ganz Wintercollage                         | Erstveröffentlichung: 23. November 2012 Ella Endlich feat. Patrizio Buanne & Florian Silbereisen                                  |
| 2013 | Drei Stimmen für ein Hallelujah (Live) Christoff & vrienden XL | Erstveröffentlichung: 2. Dezember 2013 Christoff feat. Florian Silbereisen & Jan Smit                                             |
| 2013 | Omdat ie zo mooi is (Live) Christoff & vrienden XL             | Erstveröffentlichung: 2. Dezember 2013 Christoff feat. Lindsay, Robby Longo, Florian Silbereisen & Jan Smit                       |
| 2016 | Seerisch Duette… bei uns dahoam!                               | Erstveröffentlichung: 4. November 2016 Die Seer feat. Florian Silbereisen                                                         |
| 2016 | Nur nicht aus Liebe weinen Silberhochzeit (Live)               | Erstveröffentlichung: 25. November 2016 Brings feat. Florian Silbereisen                                                          |
| 2020 | Wir leben Schlager Das ultimative Jubiläums-Best-Of            | Erstveröffentlichung: 23. Oktober 2020 Jürgen Drews & Freunde                                                                     |
| 2022 | Diese Nacht ist jede Sünde wert Ich würd’s wieder tun          | Erstveröffentlichung: 29. Juli 2022 Andrea Berg feat. Florian Silbereisen                                                         |
| 2022 | Mandy Herzenssache (Platin Edition)                            | Erstveröffentlichung: 16. Oktober 2022 Ramon Roselly feat. Florian Silbereisen; Original: Scott English – Brandy                  |
| 2023 | Mama Loo Geil war’s… danke Jürgen!                             | Erstveröffentlichung: 13. Januar 2023 Jürgen Drews feat. Florian Silbereisen; Original: The Les Humphries Singers                 |
| 2023 | Das Wissen nur wir Balance                                     | Erstveröffentlichung: 30. Juni 2023 Beatrice Egli feat. Florian Silbereisen                                                       |
| 2024 | Somethin’ Stupid Sweet Dreams                                  | Erstveröffentlichung: 5. Juli 2024 Anna Ermakova feat. Florian Silbereisen; Original: Carson and Gaile                            |

| Jahr | Titel Album                                                | Anmerkungen |
| ---- | ---------------------------------------------------------- | --- |
| 1992 | Feuerwehr Polka Goldene Hitparade der Volksmusik, Folge 6  | Erstveröffentlichung: 1992 mit Die Irschenberger |
| 2003 | Rennsteiglied Das große Fest der Volksmusik – Herbst 2003  | Erstveröffentlichung: 20. Oktober 2003 mit Astrid Harzbecker; Original: Herbert Roth                                                                                              |
| 2004 | Das Robbenlied Das Jubiläumsfest der Volksmusik, Folge 2   | Erstveröffentlichung: 20. September 2004 mit Die Volksmusikspatzen |
| 2004 | Liebesfilmmedley Das Jubiläumsfest der Volksmusik, Folge 2 | Erstveröffentlichung: 20. September 2004 mit Sonja Weissensteiner |
| 2005 | Ein Lied in unserer Sprache Krone der Volksmusik 2005      | Erstveröffentlichung: 10. Januar 2005 mit Gaby Albrecht, Stefanie Hertel, Geschwister Hofmann, Nockalm Quintett, De Randfichten, Norbert Rier, Angela Wiedl & Wildecker Herzbuben |
| 2023 | Am Ende dieser Zeit Geil war’s… danke Jürgen!              | Erstveröffentlichung: 13. Januar 2023 mit Maite Kelly; Original: Jürgen Drews feat. Maite Kelly                                                                                   |

## Statistik

### Chartauswertung
|                     | DE    | AT    | CH    |
| ------------------- | ----- | ----- | ----- |
| Nummer-eins-Alben   | DE2DE | AT1AT | CH1CH |
| Top-10-Alben        | DE2DE | AT2AT | CH2CH |
| Alben in den Charts | DE2DE | AT2AT | CH2CH |

|                       | DE    | AT    | CH    |
| --------------------- | ----- | ----- | ----- |
| Nummer-eins-Singles   | DE—DE | AT—AT | CH—CH |
| Top-10-Singles        | DE—DE | AT—AT | CH—CH |
| Singles in den Charts | DE2DE | AT1AT | CH—CH |

### Auszeichnungen für Musikverkäufe
Anmerkung: Auszeichnungen in Ländern aus den Charttabellen bzw. Chartboxen sind in ebendiesen zu finden.
| Land/RegionAuszeichnungen für Musikverkäufe (Land/Region, Auszeichnungen, Verkäufe, Quellen) | Gold  | Platin  | Verkäufe | Quellen           |
| -------------------------------------------------------------------------------------------- | ----- | ------- | -------- | ----------------- |
| Deutschland (BVMI)                                                                           | —     | Platin1 | 200.000  | musikindustrie.de |
| Österreich (IFPI)                                                                            | Gold1 | —       | 7.500    | ifpi.at           |
| Insgesamt                                                                                    | Gold1 | Platin1 |          |                   |